# 삼성 갤럭시 에이스
삼성 갤럭시 에이스(Samsung Galaxy Ace)는 삼성전자에서 제조/판매하는 안드로이드 스마트폰이다.
2011년 3월 1일 출시되었다.

## 운영 체제/소프트웨어

### 안드로이드 2.2 프로요
안드로이드 OS 2.2.1 프로요를 탑재하여 출시했다.

### 안드로이드 2.3 진저브레드
2.2.2 이후버전 진저브레드 2.3.4 또는 2.3.6 버전으로 업데이트 가능하다.

## 변종

### 대한민국SHW-M240S
SK텔레콤을 통해 출시된 대한민국 시장용 제품으로, 지상파 DMB 수신 기능을 탑재하였다.

### 중국

#### GT-S5838
차이나 유니콤을 통해 출시된 제품이다.

#### SCH-I579
차이나 텔레콤을 통해 출시된 제품이다.

#### GT-S6358
차이나 모바일을 통해 출시된 제품으로, CMMB가 탑재되었다.

## 같이 보기
- 삼성 갤럭시 미니
- 삼성 갤럭시 피트
- 삼성 갤럭시 지오

## 참조
1. ↑  http://www.samsung.com/global/business/semiconductor/product/cmos-imaging/detail?productId=5622&iaId=220